# Wzniesienia Płakowickie
Wzniesienia Płakowickie – według podziału fizycznogeograficznego Jerzego Kondrackiego mikroregion leżący w zachodniej części mezoregionu Pogórza Kaczawskiego. Rozciąga się on od Doliny Bobru w rejonie Skała – Lwówek Śląski – Sobota na zachodzie do Wojcieszyna i Twardocic na wschodzie. Od północy graniczy z Rowem Zbylutowskim, od wschodu z Kotliną Proboszczowską, od południa z Wysoczyzną Ostrzycką, a od zachodu poprzez Dolinę Bobru z Pogórzem Izerskim.
Podłoże zbudowane jest ze skał osadowych i wulkanicznych niecki północnosudeckiej. Są to dolnopermskie (czerwony spągowiec) piaskowce, zlepieńce, mułowce, porfiry i melafity oraz ich tufy; górnopermskie (cechsztyn) wapienie i dolomity; triasowe piaskowce, mułowce i wapienie. Na tych skonsolidowanych skałach zalegają piaski i żwiry trzeciorzędowe i czwartorzędowe oraz plejstoceńskie gliny zwałowe.
Krajobraz jest lekko pofalowany i poprzecinany dolinami rzek i potoków.
Obszar ten należy do zlewni Bobru, niewielki fragment na północnym wschodzie do jego dopływu Bobrzycy, a część wschodnia do Skorej – dopływu Czarnej Wody, a przez nią Kaczawy.

## Miejscowości
Ważniejsze miejscowości: Bielanka, Czaple, Dworek, Płakowice, Sobota.